# Siriyakorn Pukkavesh
Siriyakorn "Oom" Pukkavesa (Thai: สิริยากร พุกกะเวส; RTGS: Siriyakon Phukkawet), née le 13 juin 1974 dans la province de Samut Prakan, est une actrice thaïlandaise.
Actuellement, elle vit aux États-Unis, à Portland dans l'Oregon. Elle s'est mariée en 2012 avec Christopher Marquardt et ils ont une fille.

## Filmographie
- 1999 : Cloning (โคลนนิ่ง คนก๊อปปี้คน)
- 2001 : Monrak Transistor[4]
- 2003 : One Night Husband (คืนไร้เงา)
- 2003 : The Adventure of Iron Pussy
- 2008 : Sunny et l'Éléphant[5]